# Unglück von Eyemouth

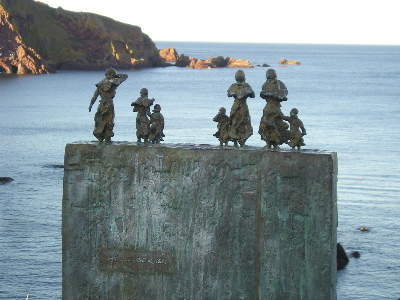
Denkmal in St. Abbs

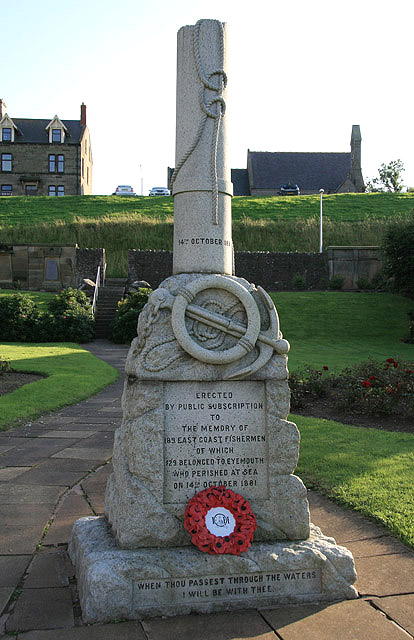
Gedenkstein in Eyemouth

Das Unglück von Eyemouth war eine Sturmkatastrophe, die sich am 14. Oktober 1881 vor der Ostküste Schottlands ereignete und insbesondere die Hafenstadt Eyemouth betraf. Es gilt als die folgenschwerste Katastrophe in der Geschichte der schottischen Fischerei und als „Schwarzer Freitag“ (englisch Eyemouth’s Black Friday) in der Stadtgeschichte von Eyemouth.
An diesem Tag, der an der schottischen Ostküste mit Sonnenschein, wolkenlosem Himmel und ruhiger See anfing, begann ohne erkennbare Anzeichen kurz vor Mittag ein außergewöhnlich starker Orkan, durch den 189 in dieser Region ansässige Fischer starben. Zu den Opfern zählten 129 Fischer aus Eyemouth und damit rund ein Drittel der männlichen Bevölkerung des Ortes. 73 Frauen aus Eyemouth verloren ihre Ehemänner und 263 Kinder ihre Väter. 19 Boote, rund die Hälfte der örtlichen Fischereiflotte, sanken oder wurden aufgrund des gezeitenbedingt niedrigen Wasserstandes während des Sturms bei ihrer Rückkehr an der steinigen Küste vor der Stadt zerstört, in vielen Fällen in Sichtweite der wartenden Angehörigen der Fischer und der Einwohner der Stadt. Nur von 30 Opfern wurden später die Leichen gefunden. Einer Bootsbesatzung gelang es, zwei Tage lang auf See auszuhalten und nach dem Abklingen des Sturms den Hafen zu erreichen.
Eine landesweite Spendenkampagne erbrachte in der Folgezeit die für die damalige Zeit hohe Summe von rund 54.000 britischen Pfund, aus der allen betroffenen Familien Pensionszahlungen gewährt werden konnten. Ein bereits vor dem Unglück geplanter Ausbau des städtischen Hafens zu einem Tiefwasserhafen, durch den möglicherweise die Opferzahl deutlich geringer ausgefallen wäre, wurde aufgrund des Verlustes für die städtische Fischerei nicht mehr realisiert. An das Unglück erinnern ein aus Granit gefertigter Gedenkstein in Form eines zerbrochenen Segelmastes sowie in den sechs betroffenen Fischerorten Coldingham, Eyemouth, Burnmouth, St Abbs, Cove und Musselburgh jeweils Denkmäler aus Bronze, die Frauen und Kinder zeigen, die auf die See hinausschauen. Im örtlichen Museum von Eyemouth befindet sich ein Wandteppich mit den Namen der verstorbenen Fischer und der verunglückten Boote.